# Albo d'oro del campionato italiano di pallacanestro
Di seguito viene riportato l'albo d'oro del campionato italiano di pallacanestro. Le prime due edizioni vennero organizzate dalla Federazione Ginnastica d'Italia.

## Albo d'oro
| Stagione  | Campione d'Italia                  | Secondo posto                      | Serie finale scudetto              | MVP del torneo                     | Annotazioni |
| 1920      | SEF Costanza Milano                |                                    |                                    |                                    | Organizzati dalla Federazione Ginnastica d'Italia. |
| 1921      | ASSI Milano                        |                                    |                                    |                                    | Organizzati dalla Federazione Ginnastica d'Italia. |
| 1922      | ASSI Milano                        | SEF Costanza Milano                |                                    |                                    | Primo campionato ufficiale organizzato dalla Federazione Italiana Basket-Ball.                                                                               |
| 1923      | Internazionale Milano              | Ginnastica Comense                 |                                    |                                    | Legione Allievi Guardie Finanza Roma (RFGI). |
| 1924      | ASSI Milano                        | Cairoli Novara                     |                                    |                                    | Legione Allievi Guardie Finanza Roma (RFGI). |
| 1925      | ASSI Milano                        | Pro Roma                           |                                    |                                    | |
| 1926      | ASSI Milano                        | YMCA Torino                        |                                    |                                    | |
| 1927      | ASSI Milano                        | YMCA Torino                        |                                    |                                    | |
| 1928      | Ginnastica Roma                    | SEF Costanza Milano                |                                    |                                    | |
| 1929      | Campionato non disputato           | Campionato non disputato           | Campionato non disputato           | Campionato non disputato           | Campionato non disputato |
| 1930      | S.G. Triestina                     | Ginnastica Roma                    |                                    |                                    | |
| 1931      | Ginnastica Roma                    | S.G. Triestina                     |                                    |                                    | |
| 1932      | S.G. Triestina                     | Pallacanestro Napoli               |                                    |                                    | |
| 1933      | Ginnastica Roma                    | Osa Milano                         |                                    |                                    | |
| 1934      | S.G. Triestina                     | Olimpia Milano                     |                                    |                                    | |
| 1935      | Ginnastica Roma                    | S.G. Triestina                     |                                    |                                    | |
| 1935-1936 | Olimpia Milano                     | Virtus Bologna                     |                                    |                                    | |
| 1936-1937 | Olimpia Milano                     | La Filotecnica Milano              |                                    |                                    | |
| 1937-1938 | Olimpia Milano                     | Virtus Bologna                     |                                    |                                    | |
| 1938-1939 | Olimpia Milano                     | S.G. Triestina                     |                                    |                                    | |
| 1939-1940 | S.G. Triestina                     | Virtus Bologna                     |                                    |                                    | |
| 1940-1941 | S.G. Triestina                     | Olimpia Milano                     |                                    |                                    | |
| 1941-1942 | Reyer Venezia                      | Mussolini Roma                     |                                    |                                    | |
| 1942-1943 | Reyer Venezia                      | Virtus Bologna                     |                                    |                                    | |
| 1943-1944 | Campionato non omologato           | Campionato non omologato           | Campionato non omologato           | Campionato non omologato           | Campionato non omologato |
| 1944-1945 | Campionato non disputato           | Campionato non disputato           | Campionato non disputato           | Campionato non disputato           | Campionato non disputato |
| 1945-1946 | Virtus Bologna                     | Reyer Venezia                      |                                    |                                    | |
| 1946-1947 | Virtus Bologna                     | S.G. Triestina                     |                                    |                                    | |
| 1947-1948 | Virtus Bologna                     | Ginnastica Roma                    |                                    |                                    | |
| 1948-1949 | Virtus Bologna                     | Pall. Varese                       |                                    |                                    | |
| 1949-1950 | Olimpia Milano                     | Virtus Bologna                     |                                    |                                    | |
| 1950-1951 | Olimpia Milano                     | Ginnastica Roma                    |                                    |                                    | |
| 1951-1952 | Olimpia Milano                     | Virtus Bologna                     |                                    |                                    | |
| 1952-1953 | Olimpia Milano                     | Virtus Bologna                     |                                    |                                    | |
| 1953-1954 | Olimpia Milano                     | Gira Bologna                       |                                    |                                    | |
| 1954-1955 | Virtus Bologna                     | S.G. Triestina                     |                                    |                                    | |
| 1955-1956 | Virtus Bologna                     | Olimpia Milano                     |                                    |                                    | Il campionato viene denominato "Elette". È l'ultimo campionato che prevede il pareggio.                                                                      |
| 1956-1957 | Olimpia Milano                     | Virtus Bologna                     |                                    |                                    | |
| 1957-1958 | Olimpia Milano                     | Virtus Bologna                     |                                    |                                    | |
| 1958-1959 | Olimpia Milano                     | Virtus Bologna                     |                                    |                                    | |
| 1959-1960 | Olimpia Milano                     | Virtus Bologna                     |                                    |                                    | |
| 1960-1961 | Pall. Varese                       | Virtus Bologna                     |                                    |                                    | |
| 1961-1962 | Olimpia Milano                     | Pall. Varese                       |                                    |                                    | |
| 1962-1963 | Olimpia Milano                     | Pall. Varese                       |                                    |                                    | |
| 1963-1964 | Pall. Varese                       | Olimpia Milano                     |                                    |                                    | |
| 1964-1965 | Olimpia Milano                     | Pall. Varese                       |                                    |                                    | |
| 1965-1966 | Olimpia Milano                     | Pall. Varese                       |                                    |                                    | Il campionato torna alla denominazione "Serie A". |
| 1966-1967 | Olimpia Milano                     | Pall. Varese                       |                                    |                                    | |
| 1967-1968 | Pall. Cantù                        | Partenope                          |                                    |                                    | |
| 1968-1969 | Pall. Varese                       | Olimpia Milano                     |                                    |                                    | |
| 1969-1970 | Pall. Varese                       | Olimpia Milano                     |                                    |                                    | |
| 1970-1971 | Pall. Varese                       | Olimpia Milano                     |                                    |                                    | |
| 1971-1972 | Olimpia Milano                     | Pall. Varese                       |                                    |                                    | |
| 1972-1973 | Pall. Varese                       | Olimpia Milano                     |                                    |                                    | |
| 1973-1974 | Pall. Varese                       | Olimpia Milano                     |                                    |                                    | Ultimo titolo assegnato con la formula del girone unico. |
| 1974-1975 | Pall. Cantù                        | Pall. Varese                       |                                    |                                    | La "Serie A" si divide in "Serie A1" e "Serie A2"; titolo assegnato (come nell'edizione successiva) con due gironi successivi (prima fase e poule scudetto). |
| 1975-1976 | Virtus Bologna                     | Pall. Varese                       |                                    |                                    | |
| 1976-1977 | Pall. Varese                       | Virtus Bologna                     | 2-0                                |                                    | A partire da questa stagione il titolo viene assegnato tramite i play-off.                                                                                   |
| 1977-1978 | Pall. Varese                       | Virtus Bologna                     | 2-1                                |                                    | |
| 1978-1979 | Virtus Bologna                     | Olimpia Milano                     | 2-0                                |                                    | |
| 1979-1980 | Virtus Bologna                     | Pall. Cantù                        | 2-0                                |                                    | |
| 1980-1981 | Pall. Cantù                        | Virtus Bologna                     | 2-1                                |                                    | |
| 1981-1982 | Olimpia Milano                     | V.L. Pesaro                        | 2-0                                |                                    | |
| 1982-1983 | Virtus Roma                        | Olimpia Milano                     | 2-1                                |                                    | |
| 1983-1984 | Virtus Bologna                     | Olimpia Milano                     | 2-1                                |                                    | |
| 1984-1985 | Olimpia Milano                     | V.L. Pesaro                        | 2-0                                |                                    | |
| 1985-1986 | Olimpia Milano                     | Juvecaserta                        | 2-1                                |                                    | |
| 1986-1987 | Olimpia Milano                     | Juvecaserta                        | 3-0                                |                                    | |
| 1987-1988 | V.L. Pesaro                        | Olimpia Milano                     | 3-1                                |                                    | |
| 1988-1989 | Olimpia Milano                     | Libertas Livorno                   | 3-2                                |                                    | |
| 1989-1990 | V.L. Pesaro                        | Pall. Varese                       | 3-1                                |                                    | |
| 1990-1991 | Juvecaserta                        | Olimpia Milano                     | 3-2                                |                                    | |
| 1991-1992 | Pall. Treviso                      | V.L. Pesaro                        | 3-1                                |                                    | |
| 1992-1993 | Virtus Bologna                     | Pall. Treviso                      | 3-0                                |                                    | |
| 1993-1994 | Virtus Bologna                     | V.L. Pesaro                        | 3-2                                | Carlton Myers                      | |
| 1994-1995 | Virtus Bologna                     | Pall. Treviso                      | 3-0                                | Stefano Rusconi                    | |
| 1995-1996 | Olimpia Milano                     | Fortitudo Bologna                  | 3-1                                | Henry Williams                     | |
| 1996-1997 | Pall. Treviso                      | Fortitudo Bologna                  | 3-2                                | Carlton Myers                      | |
| 1997-1998 | Virtus Bologna                     | Fortitudo Bologna                  | 3-2                                | Predrag Danilović                  | |
| 1998-1999 | Pall. Varese                       | Pall. Treviso                      | 3-0                                | Vincenzo Esposito                  | |
| 1999-2000 | Fortitudo Bologna                  | Pall. Treviso                      | 3-1                                | Vincenzo Esposito                  | |
| 2000-2001 | Virtus Bologna                     | Fortitudo Bologna                  | 3-0                                | Emanuel Ginóbili                   | |
| 2001-2002 | Pall. Treviso                      | Fortitudo Bologna                  | 3-0                                | Emanuel Ginóbili                   | La "Serie A1" torna a chiamarsi "Serie A". |
| 2002-2003 | Pall. Treviso                      | Fortitudo Bologna                  | 3-1                                | Massimo Bulleri                    | |
| 2003-2004 | Mens Sana Siena                    | Fortitudo Bologna                  | 3-0                                | Gianluca Basile                    | |
| 2004-2005 | Fortitudo Bologna                  | Olimpia Milano                     | 3-1                                | Massimo Bulleri                    | |
| 2005-2006 | Pall. Treviso                      | Fortitudo Bologna                  | 3-1                                | Lynn Greer                         | |
| 2006-2007 | Mens Sana Siena                    | Virtus Bologna                     | 3-0                                | Terrell McIntyre                   | |
| 2007-2008 | Mens Sana Siena                    | Virtus Roma                        | 4-1                                | Danilo Gallinari                   | |
| 2008-2009 | Mens Sana Siena                    | Olimpia Milano                     | 4-0                                | Terrell McIntyre                   | |
| 2009-2010 | Mens Sana Siena                    | Olimpia Milano                     | 4-0                                | Romain Sato                        | |
| 2010-2011 | Mens Sana Siena                    | Pall. Cantù                        | 4-1                                | Omar Thomas                        | |
| 2011-2012 | Titolo revocato (Mens Sana Siena)  | Olimpia Milano                     | 4-1                                | Bo McCalebb                        | |
| 2012-2013 | Titolo revocato (Mens Sana Siena)  | Virtus Roma                        | 4-1                                | Luigi Datome                       | |
| 2013-2014 | Olimpia Milano                     | Mens Sana Siena                    | 4-3                                | Drake Diener                       | |
| 2014-2015 | Dinamo Sassari                     | Pall. Reggiana                     | 4-3                                | Tony Mitchell                      | |
| 2015-2016 | Olimpia Milano                     | Pall. Reggiana                     | 4-2                                | James Nunnally                     | |
| 2016-2017 | Reyer Venezia                      | Aquila Trento                      | 4-2                                | Marcus Landry                      | |
| 2017-2018 | Olimpia Milano                     | Aquila Trento                      | 4-2                                | Jason Rich                         | |
| 2018-2019 | Reyer Venezia                      | Dinamo Sassari                     | 4-3                                | Drew Crawford                      | |
| 2019-2020 | Campionato sospeso e non assegnato | Campionato sospeso e non assegnato | Campionato sospeso e non assegnato | Campionato sospeso e non assegnato | Campionato sospeso e non assegnato |
| 2020-2021 | Virtus Bologna                     | Olimpia Milano                     | 4-0                                | Stefano Tonut                      | |
| 2021-2022 | Olimpia Milano                     | Virtus Bologna                     | 4-2                                | Amedeo Della Valle                 | |
| 2022-2023 | Olimpia Milano                     | Virtus Bologna                     | 4-3                                | Colbey Ross                        | |
| 2023-2024 | Olimpia Milano                     | Virtus Bologna                     | 3-1                                | Marco Belinelli                    | |
| 2024-2025 | Virtus Bologna                     | Pallacanestro Brescia              | 3-0                                | Tornik'e Shengelia                 | |

## Statistiche

### Titoli vinti per squadra
| Squadra               | Vittorie | Secondi posti | Totale |
| --------------------- | -------- | ------------- | ------ |
| Olimpia Milano        | 31       | 19            | 50     |
| Virtus Bologna        | 17       | 19            | 36     |
| Pall. Varese          | 10       | 10            | 20     |
| Mens Sana Siena       | 6        | 1             | 7      |
| ASSI Milano           | 6        | -             | 6      |
| S.G. Triestina        | 5        | 5             | 10     |
| Pall. Treviso         | 5        | 4             | 9      |
| Ginnastica Roma       | 4        | 3             | 7      |
| Reyer Venezia         | 4        | 1             | 5      |
| Pall. Cantù           | 3        | 2             | 5      |
| Fortitudo Bologna     | 2        | 8             | 10     |
| V.L. Pesaro           | 2        | 4             | 6      |
| Internazionale        | 1        | 2             | 3      |
| Virtus Roma           | 1        | 2             | 3      |
| Juvecaserta           | 1        | 2             | 3      |
| SEF Costanza Milano   | 1        | 2             | 3      |
| Dinamo Sassari        | 1        | 1             | 2      |
| Pall. Reggiana        | -        | 2             | 2      |
| Aquila Trento         | -        | 2             | 2      |
| YMCA Torino           | -        | 2             | 2      |
| Ginnastica Comense    | -        | 1             | 1      |
| Aironi Novara         | -        | 1             | 1      |
| Pallacanestro Napoli  | -        | 1             | 1      |
| S.C. Gira             | -        | 1             | 1      |
| Libertas Livorno 1947 | -        | 1             | 1      |
| Partenope             | -        | 1             | 1      |
| Brescia               | -        | 1             | 1      |

### Titoli vinti per città
| Titoli | Città   | Squadre                                                                        |
| ------ | ------- | ------------------------------------------------------------------------------ |
| 39     | Milano  | Olimpia Milano (31) ASSI Milano (6) Internazionale (1) SEF Costanza Milano (1) |
| 19     | Bologna | Virtus Bologna (17) Fortitudo Bologna (2)                                      |
| 10     | Varese  | Pall. Varese                                                                   |
| 6      | Siena   | Mens Sana Siena                                                                |
| 5      | Trieste | S.G. Triestina                                                                 |
| 5      | Roma    | Ginnastica Roma (4) Virtus Roma (1)                                            |
| 5      | Treviso | Pall. Treviso                                                                  |
| 4      | Venezia | Reyer Venezia                                                                  |
| 3      | Cantù   | Pall. Cantù                                                                    |
| 2      | Pesaro  | V.L. Pesaro                                                                    |
| 1      | Caserta | Juvecaserta                                                                    |
| 1      | Sassari | Dinamo Sassari                                                                 |